# Automeris montezuma
Automeris montezuma är en fjärilsart som beskrevs av Lucas. Automeris montezuma ingår i släktet Automeris och familjen påfågelsspinnare. Inga underarter finns listade i Catalogue of Life.